# Drees & Sommer
Drees & Sommer è una società di consulenza internazionale, operante nel settore edile ed immobiliare, avente sede principale in Germania. I principali servizi della società sono: project e construction management, consulenza per il processo edilizio, consulenza in materia di infrastrutture, ingegneria, nonché consulenza immobiliare. Progetti edilizi e infrastrutturali di ogni tipo e dimensione vengono supportati in quasi tutti i settori, dalla fase di pianificazione iniziale, alla progettazione e realizzazione, fino all'esercizio e all'eventuale riqualificazione.

## La struttura aziendale
Drees and Sommer è una società europea (Societas Europaea, SE) gestita da soci. Le azioni della società sono detenute dagli attuali e da precedenti partner che hanno contribuito in modo eccezionale al successo della società. L’azienda è pertanto indipendente da terzi. Sotto la holding di Drees & Sommer SE, le singole sedi sono organizzate come unità operative indipendenti. Il consiglio di amministrazione è composto da tre partner attivi.

## Storia
Nel 1970 Gerhard Drees Gerhard Drees, professore all'Università di Stoccarda Universität Stuttgart, e Volker Kuhne fondarono lo studio di ingegneria Drees, Kuhne u. Partner di Stoccarda, specializzato nella pianificazione della produzione, organizzazione operativa e consulenza edilizia. Hans Sommer divenne partner nel 1973 e l'ufficio adottò presto il nome di Drees & Sommer. Nel corso degli anni, sia il numero di dipendenti che il numero di sedi sono cresciute continuamente. All'inizio degli anni '80, l'azienda si orientò verso un modello di partnership per tenere conto del numero crescente di dipendenti e di sedi. Ad esempio, sono state fondate singole aziende responsabili di un certo numero di dipendenti e organizzate in modo indipendente.
Nel 1991 è stata fondata la Drees & Sommer-Aktiengesellschaft (società per azioni). Le singole aziende sono ora riunite sotto un unico tetto. Il co-fondatore della società Gerhard Drees è diventato Presidente del Consiglio di Sorveglianza, Hans Sommer Presidente del Consiglio di Amministrazione. Nel 2017 Drees & Sommer AG è stata trasformata in SE. 
Nel 2008 Hans Sommer è diventato Presidente del Consiglio di Sorveglianza in sostituzione di Gerhard Drees. L'azienda è gestita dai partner che ne sono anche i proprietari. Nel 2010 la società ha festeggiato il suo 50º anniversario. Dierk Mutschler e Steffen Szeidl sono entrati a far parte del Consiglio di Amministrazione.
La filiale italiana di Drees & Sommer è stata fondata nel 1999 ed attualmente ha sede a Milano e Roma.